# Nikita Mazepin
Nikita Mazepin (rus: Ники́та Дми́триевич Мазе́пин)  (Moscou, 2 de març de 1999) Nikita Dmitrièvitx Mazepin és un pilot rus d'automobilisme. El 2021 va debutar com a pilot de Fórmula 1 a l'equip Haas.

## Trajectòria

### Inicis
Mazepin va començar la seva carrera al karting l'any 2011. No va aconseguir cap títol, però va aconseguir el subcampionat en el Campionat Mundial CIK-FIA en 2014.
El mateix 2014 va debutar en monoplaces, competint a les categories MRF Challenge, Fórmula Renault 2.0 NEC, Eurocopa de Fórmula Renault 2.0 i en el campionat neozelandès Toyota Racing Series. Tant en MRF Challenge i la Fórmula Renault 2.0 NEC va aconseguir un podi en cadascuna.

### Campionat Europeu de Fórmula 3 de la FIA
El 2015, Mazepin va signar un contracte amb l'escuderia Hitech GP per disputar la temporada 2016 del Campionat Europeu de Fórmula 3 de la FIA. Va puntuar en quatre curses i va aconseguir el vintè lloc al campionat amb 10 punts. La temporada 2017 va continuar amb l'equip, i va aconseguir tres podis per acabar desè del campionat.

### GP3 Sèries
El 2017, Mazepin va fitxar per ART Grand Prix per disputar la temporada 2018 de les GP3 Series al costat de Callum Ilott, Anthoine Hubert i Jake Hughes. Va aconseguir quatre victòries durant la temporada i altres quatre podis per acabar subcampió de la classificació amb 198 punts, darrere de Hubert.

### Fórmula 2

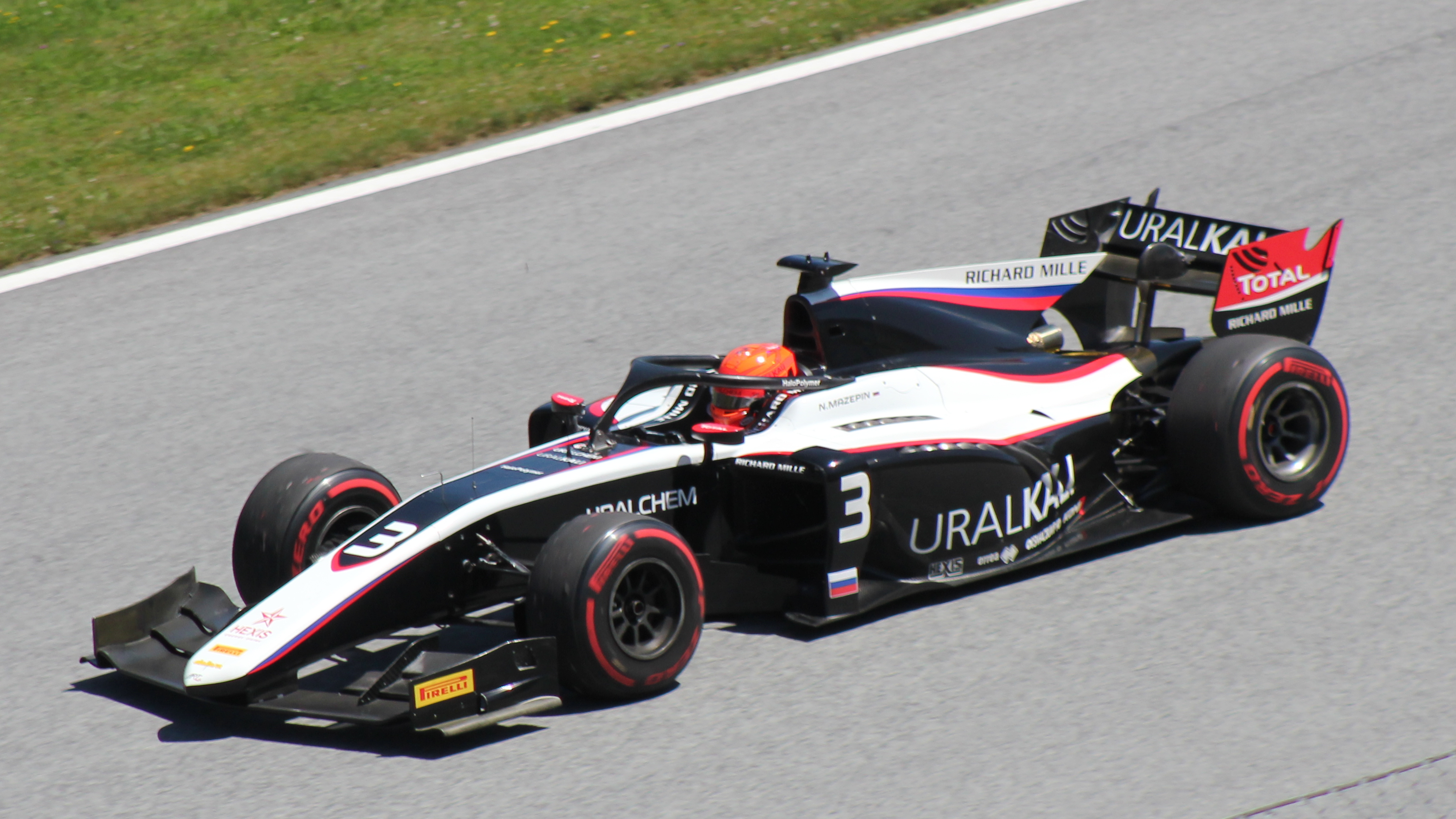
Mazepin competint amb ART Grand Prix a la Fórmula 2 el 2019.

El 2019 Mazepin va renovar el seu contracte amb ART per disputar el Campionat de Fórmula 2 de la FIA. En el seu primer any en la categoria, va puntuar en cinc curses. Va aconseguir onze punts i el divuitè lloc en el campionat de pilots.
L'any 2020 va fitxar per l'escuderia Hitech Grand Prix. Va aconseguir el seu primer podi de la categoria a la cursa llarga de Budapest, i la seva primera victòria al circuit britànic de Silverstone. Al circuit de Mugello va aconseguir la seva segona victòria.

### Fórmula 1

#### Pilot de proves
Entre el 2016 i 2018, Mazepin va estar vinculat amb l'equip Force India de Fórmula 1. Al llarg d'aquestes tres temporades, va participar en diverses proves, com els entrenaments de després de la temporada i els de pretemporada dels anys 2017 i 2018 respectivament.
El 2019, va realitzar proves amb l'escuderia Mercedes, però sense ser considerat com a pilot provador oficial d'aquesta escuderia. Va disputar els entrenaments de mitja temporada al Circuit de Catalunya i va ser el més ràpid el segon dia, amb un temps d'1.15.775.

#### Haas (2021)

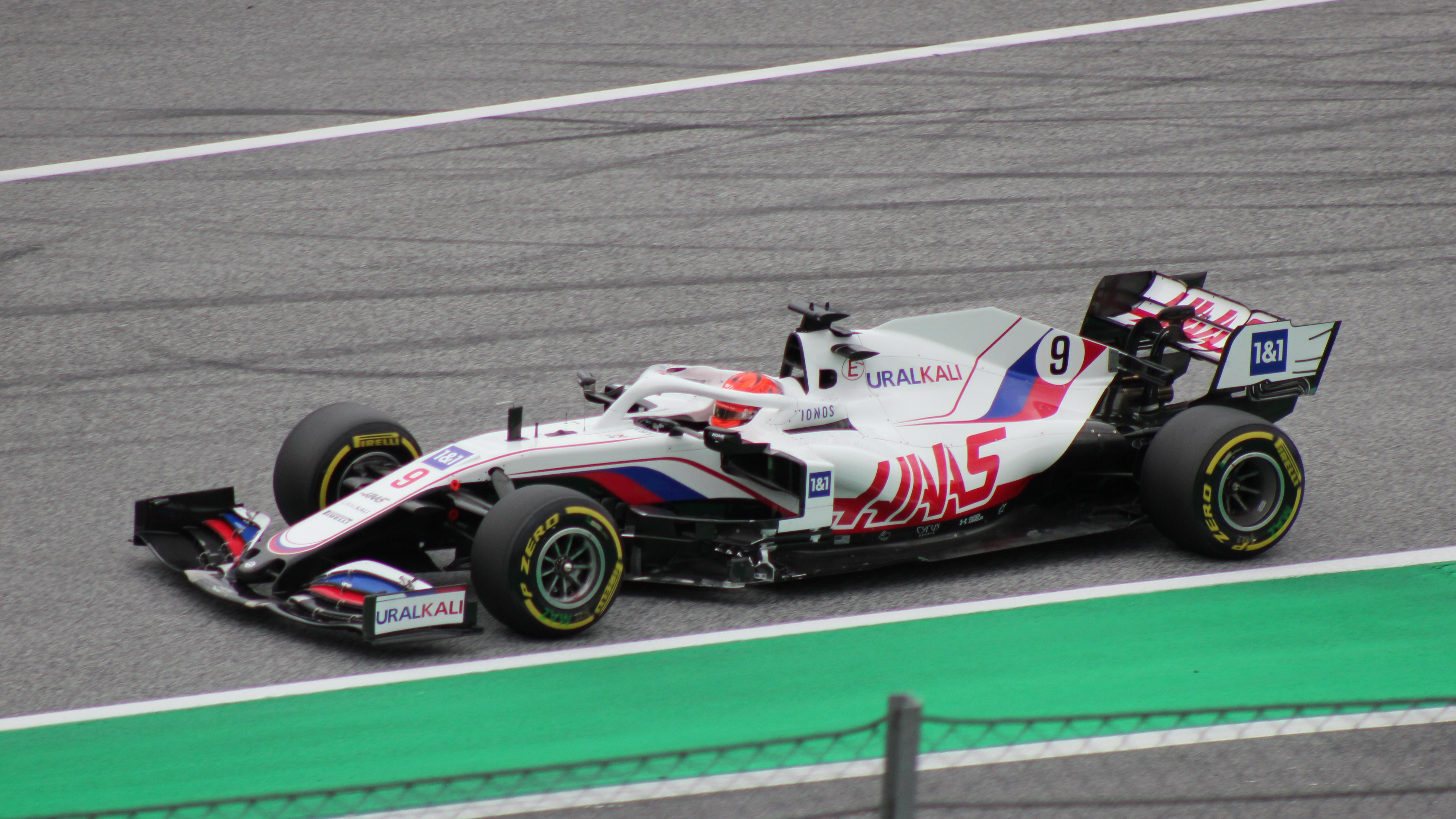
Nikita Mazepin al GP d'Àustria de 2021

El desembre de 2020, Mazepin va signar un contracte amb l'escuderia Haas F1 Team per disputar la temporada 2021, compartint equip amb l'alemany Mick Schumacher, fill del heptacampió del món Michael Schumacher, també debutant en la categoria.
Durant la temporada, Mazepin va haver de competir com a atleta neutral sota la bandera de la Federació Russa de l'Automòbil a causa d'una sanció a Rússia imposada pel Tribunal d'Arbitratge Esportiu per casos de dopatge.
Després de l'inici del conflicte bèl·lic entre Rússia i Ucraïna i de la rescissió del contracte del patrocinador rus de l'escuderia Haas, va comportar treure del seu seient a Nikita Mazepin. L'expilot d'aquesta escuderia Kevin Magnussen ocupà el seu lloc.

## Polèmiques i accidents
L'abril de 2016, Mazepin va agredir Callum Ilott després dels entrenaments previs a una cursa de F3 Europea a Hongria, provocant-li ferides lleus en el rostre i el coll. El pilot rus va ser exclòs de la següent carrera per conducta antiesportiva. Frits van Amersfoort, propietari de l'equip d'Ilott, va criticar la lleugeresa de la sanció, considerant-la «ridícula».
A l'antepenúltima cursa de la temporada 2019 de Fórmula 2, a Sotxi, Mazepin va provocar un accident en la primera corba de la carrera, que va fer que tant el propi pilot rus com Nobuharu Matsushita haguessin de ser hospitalitzats. La FIA va determinar que Mazepin va ser totalment culpable per l'incident ja que, després de sortir-se de la corba, va decidir tornar a pista sense respectar la zona d'ingrés indicada, el què va provocar un impacte, primer, contra Jack Aitken, i després contra Matsushita. Va ser penalitzat amb 15 posicions en la graella de sortida de la següent carrera.
El 9 de desembre de 2020, vuit dies després del seu fitxatge per Haas, Mazepin va publicar un vídeo en el seu compte de Instagram on se'l veia grapejant una dona dins d'un cotxe, generant una onada de rebuig a les xarxes socials. El pilot va esborrar posteriorment el vídeo i va publicar un missatge demanant disculpes. La dona que apareixia a les imatges, Andrea d’lval, va publicar una història al seu compte d'Instagram assegurant que l'acció del pilot era una broma entre els dos.
Després dels fets, l'escuderia Haas F1 Team va emetre un comunicat rebutjant el comportament de Mazepin i considerant aberrant el vídeo publicat a les xarxes socials. La Fórmula 1 i la FIA van donar suport al comunicat de l'equip. Tanmateix, a les xarxes socials es va engegar una campanya per demanar la seva expulsió de la competició sota el lema #WeSayNoToMazepin (Diguem no a Mazepin).

## Vida personal
Mazepin és fill de l'oligarca Dimitri Mazepin, accionista principal i president de l'empresa Uralchem, una manufactura de productes químics.

## Resum de carrera
| Temporada | Categoria                                | Equip                      | Curses          | Victòries       | Poles           | VR              | Podis           | Punts           | Pos.            |
| --------- | ---------------------------------------- | -------------------------- | --------------- | --------------- | --------------- | --------------- | --------------- | --------------- | --------------- |
| 2014-15   | MRF Challenge Formula 2000               | MRF Racing                 | 4               | 0               | 0               | 0               | 1               | 36              | 10.º            |
| 2015      | Fórmula Renault 2.0 NEC                  | Josef Kaufmann Racing      | 16              | 0               | 0               | 0               | 1               | 125.5           | 12.º            |
| 2015      | Eurocopa de Fórmula Renault 2.0          | Josef Kaufmann Racing      | 7               | 0               | 0               | 0               | 0               | N/A             | NC†             |
| 2015      | Toyota Racing Series                     | ETEC Motorsport            | 16              | 0               | 0               | 0               | 0               | 304             | 18.º            |
| 2016      | Campionat Europeu de Fórmula 3 de la FIA | Hitech GP                  | 30              | 0               | 0               | 0               | 0               | 10              | 20.º            |
| 2016      | Gran Premi de Macau                      | Hitech GP                  | 1               | 0               | 0               | 0               | 0               | N/A             | DNF             |
| 2016      | Eurocopa de Fórmula Renault 2.0          | AVF by Adrián Vallés       | 4               | 0               | 0               | 0               | 0               | 5               | 16.º            |
| 2016      | BRDC Fórmula 3                           | Carlin                     | 3               | 1               | 0               | 0               | 1               | 51              | 23.º            |
| 2016      | Fórmula 1                                | Sahara Force India F1 Team | Pilot de proves | Pilot de proves | Pilot de proves | Pilot de proves | Pilot de proves | Pilot de proves | Pilot de proves |
| 2017      | Campionat Europeu de Fórmula 3 de la FIA | Hitech GP                  | 30              | 0               | 0               | 1               | 3               | 108             | 10.º            |
| 2017      | Fórmula 1                                | Sahara Force India F1 Team | Pilot de proves | Pilot de proves | Pilot de proves | Pilot de proves | Pilot de proves | Pilot de proves | Pilot de proves |
| 2018      | GP3 Series                               | ART Grand Prix             | 18              | 4               | 1               | 5               | 8               | 198             | 2.º             |
| 2018      | Fórmula 1                                | Sahara Force India F1 Team | Pilot de proves | Pilot de proves | Pilot de proves | Pilot de proves | Pilot de proves | Pilot de proves | Pilot de proves |
| 2019      | Campionat de Fórmula 2 de la FIA         | ART Grand Prix             | 24              | 0               | 0               | 0               | 0               | 11              | 18.º            |
| 2019-20   | Campionat Asiàtic de F3                  | Hitech Grand Prix          | 15              | 1               | 0               | 0               | 4               | 186             | 3.º             |
| 2020      | Campionat de Fórmula 2 de la FIA         | Hitech Grand Prix          | 24              | 2               | 0               | 2               | 6               | 164             | 5.º             |
| 2021      | Fórmula 1                                | Uralkali Haas F1 Team      | 21              | 0               | 0               | 0               | 0               | 10              | 20.º            |
| Fuente:   |                                          |                            |                 |                 |                 |                 |                 |                 |                 |

- † Mazepin va ser pilot convidat i no va ser elegible per puntuar.

## Resultats

### Fórmula 1
| Any   | Escuderia             | 1       | 2      | 3      | 4      | 5      | 6      | 7      | 8      | 9      | 10     | 11      | 12     | 13      | 14      | 15     | 16     | 17     | 18     | 19     | 20     | 21      | 22      | Pos. | Punts |
| ----- | --------------------- | ------- | ------ | ------ | ------ | ------ | ------ | ------ | ------ | ------ | ------ | ------- | ------ | ------- | ------- | ------ | ------ | ------ | ------ | ------ | ------ | ------- | ------- | ---- | ----- |
| 2021* | Uralkali Haas F1 Team | BHR Ret | EMI 17 | POR 19 | ESP 19 | MON 17 | AZE 14 | FRA 20 | EST 18 | AUT 19 | GBR 17 | HON Ret | BEL 17 | PBA Ret | ITA Ret | RÚS 18 | TUR 20 | EUA 17 | MÈX 18 | SÃO 17 | QAT 18 | ARA Ret | ABU Les | 21è  | 0     |
| Font: |                       |         |        |        |        |        |        |        |        |        |        |         |        |         |         |        |        |        |        |        |        |         |         |      |       |